# Kumpunen (sjö i Kuopio, Norra Savolax, 63,17 N, 28,07 Ö)
Kumpunen är en sjö i kommunen Kuopio i landskapet Norra Savolax i Finland. Arean är 42 hektar och strandlinjen är 7,07 kilometer lång. Sjön  ingår i Vuoksens huvudavrinningsområde.   Den ligger omkring 36 kilometer nordöst om Kuopio och omkring 370 kilometer norr om Helsingfors. 